# Escuadrón Aéreo de Pelea 201
Escuadrón Aéreo de Pelea 201 (auch El Escuadrón 201 oder Aguilas Aztecas) ist eine Eskadron der mexikanischen Luftstreitkräfte.
Die Einheit gehörte zu der 1944 gebildeten Fuerza Aérea Expedicionaria Mexicana (Expeditions-Luftmacht Mexikos), die auf US-amerikanischer Seite im Pazifikkrieg kämpfte.
Die Aguilas Aztecas (Aztekische Adler) wurden hauptsächlich bei der Rückeroberung Luzons eingesetzt.

## Aufstellung und Ausbildung
Nachdem im Mai 1942 deutsche U-Boote die beiden mexikanischen Tanker Potrero del Llano und Faja de Oro versenkt hatten, erklärte der mexikanische Präsident Manuel Ávila Camacho dem Deutschen Reich, dem Königreich Italien und dem Kaiserreich Japan am 22. Mai 1942 den Krieg.
Die Escuadrón Aéreo de Pelea 201 wurde aus mehr als 300 Freiwilligen gebildet. Darunter befanden sich 30 erfahrene  Piloten. Die Mehrheit wurde dem Bodenpersonal zugeteilt. Die neu aufgestellte Einheit wurde am 24. Juli 1944 zur Ausbildung in die USA verlegt.
Erste medizinische Untersuchungen und Eignungstests wurden auf dem Randolph Field in San Antonio durchgeführt.
Danach folgte eine dreimonatige Grundausbildung auf den Luftwaffenstützpunkten Randolph Field, Foster Army Air Field in Victoria (Texas) und Pocatello Army Air Base in Pocatello.
Am 30. November 1944 wurden die Mexikaner auf den Stützpunkt Majors Field in Greenville (Texas) versetzt, wo die Ausbildung weiter vertieft und am 20. Februar 1945 abgeschlossen wurde.

## Kampfeinsatz im Pazifik

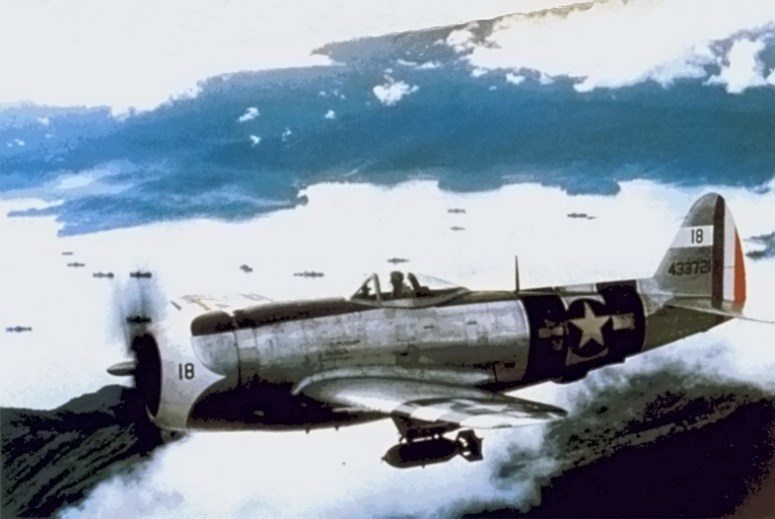
Gemischte US-amerikanische und mexikanische Lackierung

Die Einheit wurde mit dem Truppentransporter S.S. Fairisle in das Kampfgebiet auf den Philippinen verlegt und erreichte das einen Monat zuvor zurückeroberte Manila am 30. April 1945.
Die mexikanische Eskadron wurde der 5. US-Luftflotte unterstellt und in Porac stationiert. Da die Mexikaner anfangs über keine eigenen Flugzeuge verfügten, wurden die ersten Einsätze im Juni 1945 mit „geliehenen“ Flugzeugen der 310th Fighter Squadron der United States Army Air Forces geflogen. Die Flugzeuge wurden abwechselnd sowohl von US-amerikanischen als auch mexikanischen Piloten geflogen, weshalb die Maschinen nicht gesondert gekennzeichnet wurden.
Im Juli 1945 erhielten die Aguilas Aztecas 25 moderne Jagdbomber vom Typ P-47D Thunderbolt. Die Flugzeuge erhielten eine spezielle Lackierung, die eine Mischung aus US-amerikanischen und mexikanischen Hoheitszeichen darstellte.
Die Escuadrón 201 wurde bei 96 Kampfmissionen eingesetzt. Dazu gehörten die Luftunterstützung für die 25. US-Infanteriedivision bei den Kämpfen um Cagayan Valley im Nordosten Luzons und mehrere Missionen gegen Ziele auf Formosa.

## Die aktuelleEscuadrón 201
Die Fuerza Aérea Expedicionaria Mexicana wurden nach Kriegsende aufgelöst.
Die Escuadrón 201 blieb eine aktive Einheit der mexikanischen Streitkräfte. Inzwischen ist sie mit Pilatus PC-7 ausgestattet und auf der karibischen Insel Cozumel stationiert.
Als 1994 im Bundesstaat Chiapas Unruhen ausbrachen, wurde die Escuadrón 201 gegen die zapatistische Opposition eingesetzt.

## Rezeption
- 1945 wurde der unter der Regie von Jaime Salvador produzierte mexikanische Film Escuadrón 201 veröffentlicht.
- Eine Station der Linie 8 der Metro von Mexiko-Stadt im östlichen Stadtteil Iztapalapa trägt den Namen Escuadrón 201.